# Nostalgia (Annie Lennox)
Nostalgia è il sesto album discografico in studio della cantautrice britannica Annie Lennox, pubblicato nel 2014 dalla Island Records.

## Descrizione
Si tratta di un album di cover (il terzo per l'artista) e in particolare di composizioni tratte dal Great American Songbook. Il disco, pubblicato da Island Records, è prodotto da Don Was e Mike Stevens.

## Tracce
1. Memphis in June – 2:47 (Paul Francis Webster, Hoagy Carmichael)
2. Georgia on My Mind – 3:55 (Hoagy Carmichael, Stuart Gorrell)
3. I Put a Spell on You – 3:32 (Screamin' Jay Hawkins)
4. Summertime – 5:12 (George Gershwin)
5. I Cover the Waterfront – 2:59 (Johnny Green, Edward Heyman)
6. Strange Fruit – 3:46 (Abel Meeropol)
7. God Bless the Child – 3:03 (Billie Holiday, Arthur Herzog Jr)
8. You Belong to Me – 3:22 (Chilton Price, Pee Wee King, Redd Stewart)
9. September in the Rain – 2:53 (Harry Warren, Al Dubin)
10. I Can Dream, Can't I? – 2:56 (Sammy Fain, Irving Kahal)
11. The Nearness of You – 2:32 (Hoagy Carmichael, Ned Washington)
12. Mood Indigo – 5:34 (Duke Ellington, Barney Bigard)

## Classifiche
| Classifica (2014)                   | Posizione raggiunta |
| ----------------------------------- | ------------------- |
| Stati Uniti (Billboard 200)         | 10                  |
| Canada                              | 9                   |
| Regno Unito (Official Albums Chart) | 9                   |
| Svizzera                            | 8                   |
| Austria                             | 10                  |
| Italia (FIMI)                       | 7                   |